# Jane Goodall
Dame Valerie Jane Morris-Goodall, meglio nota come Jane Goodall (Londra, 3 aprile 1934), è un'etologa, antropologa e scrittrice britannica.
È nota in tutto il mondo per i suoi studi sugli scimpanzé e per il suo impegno ambientalista. La sua ricerca sulla vita sociale e familiare degli scimpanzé, iniziata nel 1960 al Parco Nazionale di Gombe Stream, in Tanzania, ha portato alla conoscenza questa specie, gli esseri viventi più simili all’uomo.
Jane Goodall è la fondatrice dell'Istituto Jane Goodall, per la ricerca, l’educazione e la conservazione, impegnato nello studio e nella tutela delle grandi scimmie antropomorfe. L’Istituto Jane Goodall, nato nel 1977, è presente in 25 Paesi nel mondo, inclusa l’Italia.
Jane Goodall è fondatrice anche del Programma di Educazione alla Sostenibilità Roots & Shoots (Radici e Germogli), nato nel 1991 e rivolto in particolare ai giovani, dalle scuole materne all’università, per l’impegno civico nelle proprie comunità.
Jane Goodall è una fervente sostenitrice di cause ambientaliste e umanitarie, ed è vegetariana. Per il suo impegno scientifico, politico e sociale, ha ricevuto molte onorificenze, incluse la Medaglia della Tanzania, il prestigioso Premio di Kyoto, la Medaglia Benjamin Franklin per le scienze della vita, e il Premio Gandhi-King per la nonviolenza. Nell'aprile del 2002, Kofi Annan l'ha nominata Messaggero di Pace delle Nazioni Unite. Nel 2011 è stata insignita del titolo di Grande Ufficiale dell'Ordine al merito della Repubblica Italiana.

## Biografia
Jane Goodall nasce nel 1934 a Londra, figlia di Mortimer Herbert Morris-Goodall (1907–2001) e di Margaret Myfanwe Joseph (1906–2000), conosciuta come Vanne Morris Goodall. Jane Goodall ha sempre sostenuto che l’incoraggiamento e l’influenza positiva della madre Vanne sono stati determinanti per il successo nel suo lavoro. Goodall si è sposata due volte. La prima volta, nel 1964, fu con il noto fotografo naturalista Hugo van Lawick, dal quale divorziò nel 1974. La seconda volta fu con il biologo Derek Bryceson, membro del parlamento della Tanzania e direttore dei parchi nazionali del paese. Rimasero sposati fino alla morte di lui, nel 1980.
Fin da bambina Jane Goodall si interessò alla vita degli animali e all’Africa. Nel 1957 Jane Goodall partì per il Kenya stabilendosi presso la fattoria di un’amica. Qui ottenne un primo lavoro come segretaria e contattò il noto paleoantropologo inglese Louis Leakey. Leakey prima propose a Goodall di lavorare per lui come segretaria, quindi, in accordo con la paleoantropologa e co-ricercatrice Mary Leakey, sua moglie, propose a Goodall di partire per la Gola di Olduvai in Tanzania (allora Tanganica).
Nel 1960 Leakey, ritenendo che lo studio delle grandi scimmie antropomorfe potesse fornire indicazioni importanti sul comportamento dei primi ominidi, inviò Goodall a osservare il comportamento degli scimpanzé del Parco nazionale del Gombe Stream (all'epoca Gombe Stream Chimpanzee Reserve), in Tanzania. Goodall si recò nella riserva, accompagnata dalla madre Vanne, la cui presenza si era resa necessaria per rispondere alle preoccupazioni delle Istituzioni per la sua sicurezza. Goodall ha sempre sostenuto quanto la madre l’abbia incoraggiata a perseguire la carriera in primatologia, campo che a quel tempo era dominato dagli uomini. Goodall ha anche dichiarato che all’epoca le donne non erano accettate per gli studi sul campo. Oggi la primatologia è rappresentata quasi uniformemente sia da uomini che da donne, in parte grazie al pionierismo di Jane Goodall e all’aver essa stessa incoraggiato tante giovani donne agli studi sul campo.
Nel 1962, non avendo una laurea, Leakey la inviò all’Università di Cambridge. Jane Goodall fu l’ottava persona alla quale fu permesso di studiare per un dottorato senza aver prima ottenuto una laurea. La sua tesi, completata nel 1965 sotto la supervisione di Robert Hinde, dal titolo “Behaviour of free-living chimpanzees”, era incentrata sui suoi primi 5 anni di studi alla riserva Gombe.
In seguito, numerose università nel mondo le hanno conferito onorificenze incluso, nel 2006, il dottorato di ricerca della Open University of Tanzania.

## Risultati scientifici
Jane Goodall è nota soprattutto per la sua ricerca sugli scimpanzé del Parco nazionale del Gombe Stream, che portò a risultati fondamentali nella comprensione del comportamento e dell'apprendimento sociale di questi animali, dei loro processi di pensiero, e della loro cultura.
Goodall avviò i suoi studi nel 1960 sulla comunità di scimpanzé Kasakela del Gombe Stream National Park in Tanzania e iniziò subito ad allontanarsi dalle convenzioni tradizionali dell’epoca in quanto, pur non interferendo con le attività dei gruppi da lei studiati, era solita assegnare dei nomi agli animali nei suoi studi sui primati anziché marcarli con codici alfanumerici come consueto. Così, diede agli scimpanzé dei nomi, come Fifi o David Greybeard, e notò che ognuno aveva personalità uniche e individuali - altra idea non convenzionale a quel tempo: “non sono solo gli esseri umani ad avere personalità, pensiero razionale ed emozioni come gioia e dolore”. La numerazione era una pratica quasi universale all’epoca, si pensava fosse importante rimuovere sé stessi dal potenziale attaccamento emotivo al soggetto studiato.
Ella inoltre osservò che il comportamento degli scimpanzé nella comunità includeva anche scambi di abbracci, baci, pacche sulle spalle e anche solletico, ed altre azioni che consideriamo “umane”. Goodall insiste nel sostenere che questi gesti sono evidenza del “legame prossimo, supportivo, affettivo, che si sviluppa tra membri familiari ed altri individui all’interno di una comunità, che possono persistere nel corso di tutta una vita per oltre 50 anni”.. Tutti questi studi suggeriscono che le similarità tra uomini e scimpanzé esistono non solo a livello genetico ma possono essere osservate nell’emozione, nell’intelligenza, nelle relazioni familiari e sociali.

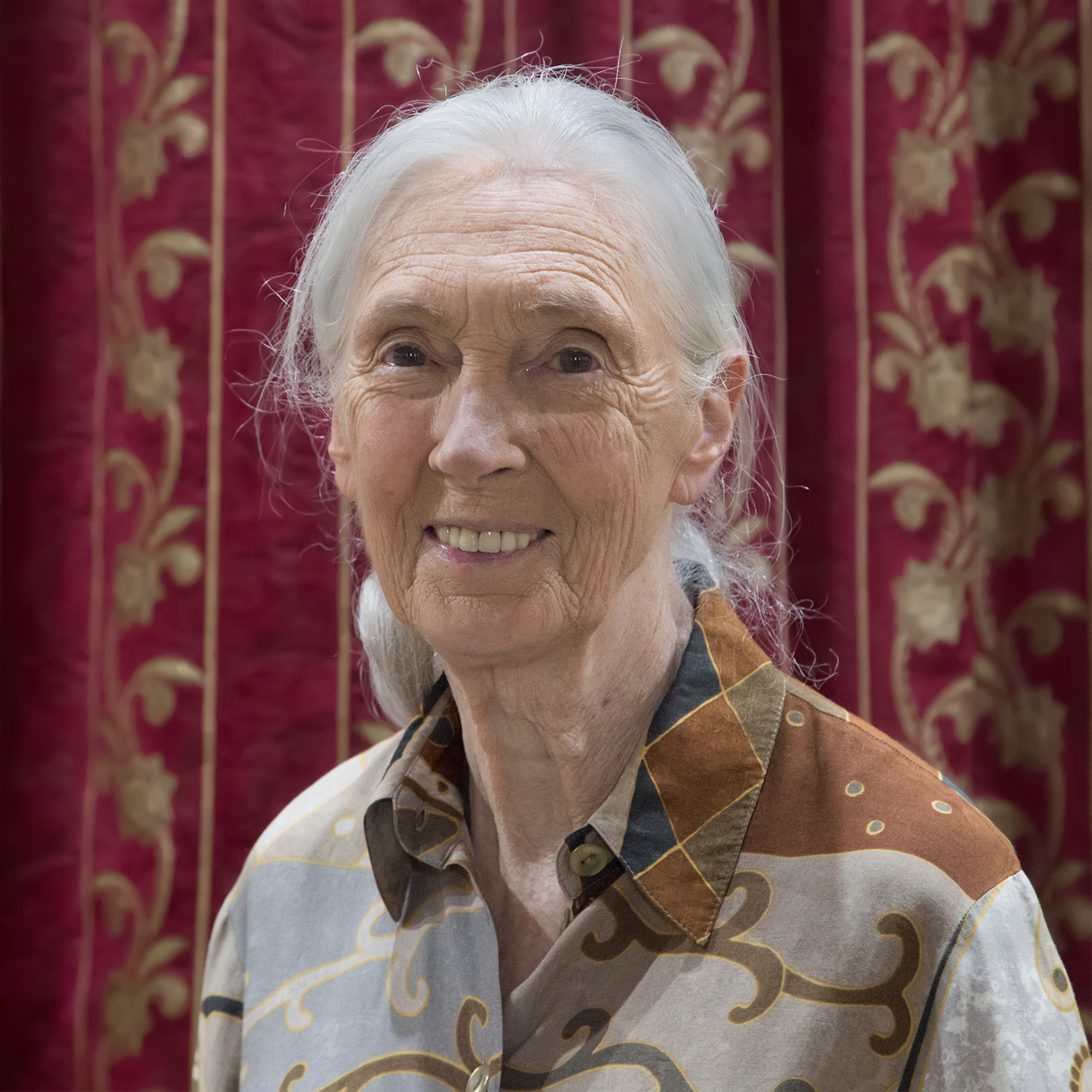
Goodall in Tanzania nel 2018

La ricerca di Jane Goodall a Gombe è nota alla comunità scientifica in particolare per aver dimostrato la non veridicità di due assunti dell'epoca: che solo gli uomini potessero costruire utensili e che gli scimpanzé fossero vegetariani.. Un giorno, infatti, mentre osservava uno scimpanzé nutrirsi sulla sommità di un termitaio, lo vide posizionare ripetutamente dei ramoscelli nei buchi del termitaio, poi rimuoverli dal buco ricoperti da termiti aggrappate: lo scimpanzé stava, di fatto, “pescando” termiti. Nel proseguire le sue osservazioni, notò che gli scimpanzé, allo scopo di raggiungere il proprio obiettivo, sceglievano specifici ramoscelli dagli alberi e li spogliavano dalle foglie per renderli più efficaci, di fatto modificando un oggetto, comportamento definito quale rudimentale costruzione di utensili.
Al tempo si soleva distinguere l’uomo dal resto del regno animale con la definizione “l'Uomo, il costruttore di utensili”. In risposta alle scoperte rivoluzionarie di Goodall, il paleoantropologo Louis Leakey scrisse: “ora dobbiamo ridefinire l’uomo, ridefinire lo strumento, o accettare gli scimpanzé come umani”.
In contrasto con i comportamenti pacifici e affettuosi osservati, nel corso dei suoi studi a Gombe Jane Goodall ha inoltre rivelato la natura aggressiva degli scimpanzé: gli scimpanzé cacciano e mangiano sistematicamente primati più piccoli, come le scimmie colobo. Infatti, Goodall osservò un gruppo di scimpanzé a caccia isolare un colobo su un albero bloccando tutte le possibili vie di fuga. Poi, uno scimpanzé catturò e uccise il colobo, e ne condivise la carcassa con il resto del gruppo. I membri del gruppo, a loro volta, potevano condividere pezzi di carcassa con altri membri della comunità rispondendo alle loro richieste. Anche questa scoperta scientifica ha smentito le precedenti convinzioni sulla dieta esclusivamente vegetariana degli scimpanzé.
Jane Goodall scoprì la possibile tendenza all’aggressione e alla violenza degli scimpanzé anche all’interno del loro gruppo di appartenenza: osservò femmine dominanti uccidere deliberatamente i piccoli di altre femmine per mantenere la loro posizione dominante, giungendo talvolta al cannibalismo.. Goodall commenta così questa sua scoperta “durante i primi 10 anni del mio studio avevo creduto […] che gli scimpanzé di Gombe fossero per la maggior parte più gentili degli esseri umani. […] Poi improvvisamente scoprimmo che potevano essere brutali, che avevano come noi un lato oscuro della loro natura”.
Jane Goodall descrisse anche la guerra tra comunità di scimpanzé del Parco di Gombe, avvenuta dal 1974 al 1978 nel suo libro “Through a Window: 30 years observing the Gombe chimpanzees”. Le sue scoperte rivoluzionarono la conoscenza contemporanea del comportamento degli scimpanzé e furono prova ulteriore delle somiglianze sociali con l’uomo.

## Progetti
Nel 1977 Jane Goodall fonda il Jane Goodall Institute, che sostiene la ricerca al Parco Nazionale di Gombe ed è un'organizzazione globale leader nello sforzo di proteggere gli scimpanzé e il loro habitat. Con 25 uffici in tutto il mondo è ampiamente riconosciuto per i programmi innovativi di conservazione e sviluppo incentrati sulle comunità in Africa. Il suo programma giovanile globale Roots & Shoots (radici e germogli) fu avviato nel 1991 e conta attualmente migliaia di gruppi in oltre 65 paesi.
Nel 1992 Jane Goodall, con il Jane Goodall Institute, fonda il Tchimpounga Chimpanzee Rehabilitation Center nella Repubblica del Congo, per prendersi cura degli scimpanzé orfani a causa del traffico illegale di animali selvatici. Il santuario ospita oltre 100 scimpanzé nelle sue tre isole.
Nel 1994 Jane Goodall fonda il progetto TACARE (acronimo per Lake Tanganyika Catchment Reforestation and Education, conosciuto anche come Take Care), un progetto pilota per la tutela degli habitat degli scimpanzé attraverso la riforestazione delle aree intorno al Parco nazionale di Gombe, l’educazione delle comunità locali prossime al Parco e la formazione in agricoltura sostenibile. Il progetto TACARE sostiene anche l’istruzione delle giovani donne offrendo loro borse di studio. Nella regione di Kigoma, cui appartiene il Parco Nazionale di Gombe, dal 1998 la sezione italiana del Jane Goodall Institute sostiene anche, con lo sviluppo dell’orfanotrofio  Sanganigwa Children’s Home., l'istruzione per i più vulnerabili: bambine e bambini orfani e abbandonati.
Dal 1990 tutti gli appunti, le fotografie e le ricerche di Jane Goodall sono raccolti presso il Centro per gli Studi sui Primati dell’Istituto Jane Goodall dell’Università del Minnesota.

## Attivismo
Jane Goodall attribuisce alla Conferenza Understanding Chimpanzees del 1986, ospitata dalla Chicago Academy of Sciences, la spinta a spostare la sua attenzione dall’osservazione degli scimpanzé alle attività di conservazione e tutela degli animali, dell’ambiente e dell’uomo.
Jane Goodall è vegetariana e sostiene tale dieta per motivi etici, ambientali e di salute. In “The Inner World of Farm Animals: Their Amazing Intellectual, Emotional and Social Capacities” Goodall scrive che gli animali da allevamento intensivo sono “molto più consapevoli e intelligenti di quanto abbiamo mai immaginato” e, nonostante siano stati allevati come schiavi domestici, sono esseri individuali a pieno titolo. Come tali meritano il nostro rispetto e il nostro aiuto. Chi chiederà aiuto per loro se stiamo in silenzio?”. Goodall ha anche detto che “migliaia di persone che dicono di “amare” gli animali si siedono una o due volte al giorno per godersi la carne di creature che sono state trattate con così poco rispetto e gentilezza solo per farne più carne”.
Jane Goodall è sostenitrice dell’ambiente e ricorda costantemente degli effetti del cambiamento climatico sulle specie in via di estinzione, come gli scimpanzé. Goodall, con il Jane Goodall Institute, ha collaborato con la NASA per l’uso di immagini satellitari Landsat per porre rimedio agli effetti della deforestazione sugli scimpanzé e sulle comunità locali dell’Africa occidentale, offrendo agli abitanti dei villaggi informazioni strategiche su come ridurre l’attività di deforestazione e preservare il loro ambiente.
Nel 2000, per assicurare un trattamento etico agli animali nel corso di studi etologici, Goodall fonda insieme al professor Mark Bekoff l’organizzazione “Etologist for the Etical Treatment of Animals”.
Nel 2008 Goodall ha chiesto all’Unione Europea di porre fine all’uso della ricerca medica sugli animali e di garantire maggiori finanziamenti per lo sviluppo di metodi alternativi nella ricerca medica.
Nel novembre 2020 Jane Goodall e il Jane Goodall Institute Italia chiedono ai Ministeri dell’Ambiente, della Salute e delle Politiche Agricole e Forestali italiani l’adozione di Criteri e Requisiti Minimi per garantire le migliori condizioni possibili alle grandi scimmie antropomorfe in cattività nelle strutture zoologiche italiane.
Nel febbraio 2021 Jane Goodall insieme ad oltre 140 scienziati chiede alla Commissione UE di abolire le gabbie degli allevamenti intensivi.

## Pubblicazioni

### Libri
- 1970 My Friends the Wild Chimpanzees Washington, DC: National Geographic Society
- 1971 In the Shadow of Man Boston: Houghton Mifflin; London: Collins.
- 1973 Assassini innocenti (con H. van Lawick), traduzione di Sergio Frugis, Rizzoli
- 1986 The Chimpanzees of Gombe: Patterns of Behavior Boston: Bellknap Press of the Harvard University Press.
- 1990 Through a Window: 30 years observing the Gombe chimpanzees London: Weidenfeld & Nicolson; Boston: Houghton Mifflin.
- 1991 Il popolo degli scimpanzé: Rizzoli Editore
- 1993 Visions of Caliban (co-autore Dale Peterson, Ph.D.). Boston: Houghton Mifflin.
- 1999 Brutal Kinship (con Michael Nichols). New York: Aperture Foundation.
- 1999 Reason For Hope; A Spiritual Journey (con Phillip Berman). New York: Warner Books, Inc.
- 2000 40 Years At Gombe New York: Stewart, Tabori, and Chang.
- 2000 Africa In My Blood (edito da Dale Peterson). New York: Houghton Mifflin Company.
- 2001 Beyond Innocence: An Autobiography in Letters, the later years (edito da Dale Peterson). New York: Houghton Mifflin Company
- 2002 The Ten Trusts: What We Must Do To Care for the Animals We Love (con Marc Bekoff). San Francisco: Harper San Francisco
- 2005 Harvest for Hope: A Guide to Mindful Eating New York: Warner Books, Inc.
- 2008 Cambiare il mondo in una notte Roma: Di Renzo Editore
- 2012 L'ombra dell'uomo Roma, Orme Editori, Prefazione di Stephen Jay Gould, a cura di Helena Colombini e Federica Frasca
- 2016 Io e l'Africa. Jane Goodall e Massimo Di Forti. Postfazione di Daniela De Donno. Armando Editore.

### Libri per bambini
- 1972 Grub: The Bush Baby (with H. van Lawick). Boston: Houghton Mifflin.
- 1988 My Life with the Chimpanzees New York: Byron Preiss Visual Publications, Inc.
- 1989 The Chimpanzee Family Book Saxonville, MA: Picture Book Studio; Munich: Neugebauer Press; London: Picture Book Studio.
- 1989 Jane Goodall's Animal World: Chimps New York: Macmillan.
- 1989 Animal Family Series: Chimpanzee Family; Lion Family; Elephant Family; Zebra Family; Giraffe Family; Baboon Family; Hyena Family; Wildebeest Family Toronto: Madison Marketing Ltd.
- 1994 With Love New York / London: North-South Books.
- 1999 Dr. White (illustrato da Julie Litty). New York: North-South Books.
- 2000 The Eagle & the Wren (illustrato da Alexander Reichstein). New York: North-South Books.
- 2001 Chimpanzees I Love: Saving Their World and Ours New York: Scholastic Press
- 2004 Rickie and Henri: A True Story (con Alan Marks) Penguin Young Readers Group

### Film
- 1963 Miss Goodall and the Wild Chimpanzees National Geographic Society
- 1984 Among the Wild Chimpanzees National Geographic Special
- 1988 People of the Forest con Hugo van Lawick, disponibile in italiano come DVD: Il Popolo della Foresta - Universal - 2009
- 1990 Chimpanzee Alert in Nature Watch Series, Central Television
- 1990 Chimps, So Like Us HBO film nominato per gli Academy Awards del 1990
- 1990 The Life and Legend of Jane Goodall National Geographic Society.
- 1990 The Gombe Chimpanzees Bavarian Television
- 1995 Fifi's Boys per la serie Natural World della BBC
- 1996 Chimpanzee Diary for BBC2 Animal Zone
- 1997 Animal Minds per BBC
- 2000 Jane Goodall: Reason For Hope PBS prodotta per KTCA
- 2001 Chimps R Us PBS special Scientific Frontiers.
- 2002 Jane Goodall's Wild Chimpanzees (IMAX format), in collaborazione con Science North
- 2005 Jane Goodall's Return to Gombe for Animal Planet
- 2006 Chimps, So Like Us HBO film candidato agli Academy Award 1990
- 2007 When Animals Talk We Should Listen documentario teatrale co-prodotto da Animal Planet
- 2010 Jane's Journey documentario teatrale co-prodotto da Animal Planet
- 2012 Chimpanzee documentario naturalistico teatrale co-prodotto da Disneynature
- 2017 Jane documentario biografico National Geographic Studios, in associatione con Public Road Productions. Il film è scritto e diretto da Brett Morgen, musiche di Philip Glass
- 2018 Zayed's Antarctic Lights Dr Jane Goodall è presente nel film Environment Agency-Abu Dhabi, proiettato dal National Geographic-Abu Dhabi and vincitore del World Medal at the New York Film and TV Awards.
- 2020 Jane Goodall: The Hope, film documentario biografico, National Geographic Studios, prodotto da Lucky 8

## Onorificenze

### Altre onorificenze
- 2002: Messaggero di Pace delle Nazioni Unite[38]
- 2008: Premio « Préservation de la biodiversité » della Fondazione Principe Alberto II di Monaco conferitole da SAS Principe Alberto II di Monaco[senza fonte]
- 2010: Colombe d'Oro conferitole da Archivio Disarmo per la Pace con Rita Levi-Montalcini[39]
- 2012: Premio Monito del Giardino[40]